# Pedro de Luxemburgo, conde de Saint-Pol
Pedro de Luxemburgo (1390 – 31 de agosto de 1433), hijo del señor de Beauvoir Juan de Luxemburgo, y de Margarita de Enghien. Sus posesiones incluyeron los condados de Brienne, Conversano y Saint-Pol.

## Familia
Pedro sucedió a su padre Juan de Luxemburgo, señor de Beauvoir, y a su madre Margarita de Enghien, que gobernaron como conde y condesa de Brienne desde 1394 hasta 1397. 
Juan era descendiente (en cuarta generación) de Valero I de Luxemburgo, señor de Ligny, y segundo hijo de Enrique V de Luxemburgo y Margarita de Bar. Este linaje de la Casa de Luxemburgo gobernó en Ligny-en-Barrois. Por lo tanto, Pedro era primo distante de Juan de Luxemburgo, el padre del emperador romano Carlos IV de Luxemburgo y la duquesa Bona de Luxemburgo.
Pedro era descendiente en sexta generación de Juan II de Bretaña y Beatriz de Inglaterra, a través de su hija María de Bretaña.
A su vez, Beatriz era hija de Enrique III de Inglaterra y su mujer Leonor de Provenza.
Enrique era hijo de Juan I de Inglaterra con su segunda esposa, Isabel de Angulema.
Pedro tuvo un hermano, Juan II de Luxembugo-Ligny.

## Biografía
Pedro sucedió en 1430 a su tía Juana de Luxemburgo, condesa de Saint-Pol y Ligny, como conde de Saint-Pol. Su hermano menor, Juan II de Luxemburgo, fue aliado de los ingleses durante la guerra de los Cien Años y mantuvo a Juana de Arco como prisionera hasta que la vendió a los ingleses por 10000 libras.
El 8 de mayo de 1405, Pedro contrajo matrimonio con Margarita de Balzo, descendiente de las familias Franco-Moreotas de Briel, d'Aulnay, d'Escors y de Passavant. Margarita era la hija de Francesco del Balzo con su tercera esposa, Sueva Orsini, familiar de Clarice Orsini, mujer de Lorenzo de Medici. Pedro y Margarita tuvieron 9 hijos:
- Luis de Luxemburgo, conde de Saint-Pol, (1418- 19 de diciembre de 1475), casado en primeras nupcias en 1435 con Juana de Bar, condesa de Marle y Soissons (1415- 14 de mayo de 1462). Entre sus descendientes se encuentran el rey Enrique IV de Francia y María I de Escocia. Se casó por segunda vez con la duquesa María de Saboya (20 de marzo de 1448-1475). Luis fue decapitado en París en 1475 por traición contra el rey Luis XI de Francia.

- Jacquetta de Luxemburgo (1415/1416-30 de mayo de 1472), casada en primeras nupcias en 1433 con el duque Juan de Bedford, y en segunda instancia en secreto (1436) con Ricardo Woodville, con el cual tuvo 16 hijos incluyendo a Isabel Woodville, reina consorte de Eduardo IV de Inglaterra. Todos los monarcas ingleses a partir de 1509 descienden de Isabel.

- Teobaldo de Luxemburgo, señor de Fiennes, conde de Brienne, obispo de Le Mans (muerto el 1 de septiembre de 1477), contrajo matrimonio con Felipa de Melun.

- Jacobo de Luxemburgo, señor de Richebourg (muerto en 1487), contrajo matrimonio con Isabel de Roubaix.

- Valero de Luxemburgo.

- Juan de Luxemburgo.

- Catalina de Luxemburgo (muerta en 1492), se casó con el duque de Bretaña Arturo III de Bretaña (24 de agosto de 1393- 26 de diciembre de 1438).

- Isabel de Luxemburgo, condesa de Guise (difunta en 1472), contrajo matrimonio en 1443 con el conde Carlos IV de Maine (1414- 1472).